# Taruik Solpo
Der Taruik Solpo ist ein Berg in der osttimoresischen Gemeinde Bobonaro. Er liegt im Osten des Sucos Leolima (Verwaltungsamt Balibo), im Westen der Aldeia Bour und hat eine Höhe von 314 m. Er befindet sich zwischen dem Foho Dumaunlow im Südwesten und dem Foho Lagarbesse im Nordosten.